# Crook of Devon
Crook of Devon är en by i Perth and Kinross i Skottland. Byn är belägen 35,9 km 
från Edinburgh. Orten har 600 invånare (2016).